# Topele
Topele (lit. Tapeliai) − wieś na Litwie, w okręgu wileńskim, w rejonie wileńskim, w gminie Bezdany. W 2011 roku liczyła 13 mieszkańców.